# Charles Ier de Bourbon
Pour les articles homonymes, voir Charles Ier.
Charles Ier de Bourbon, né en 1401 et mort le 4 décembre 1456 à Moulins, est duc de Bourbon et d'Auvergne de 1434 à 1456 et compagnon d'armes de Jeanne d'Arc.

## Biographie
Né en 1401, Charles Ier de Bourbon est le fils de Jean Ier, duc de Bourbon et d'Auvergne, comte de Forez, et de Marie de Berry, duchesse d'Auvergne et comtesse de Montpensier.
Très jeune, il doit gérer les domaines de son père après que celui-ci a été fait prisonnier à Azincourt. À l'âge de quinze ans, il préside le conseil de régence[réf. nécessaire], mais, après la chute des Armagnacs en 1418, il doit se soumettre à Jean sans Peur, duc de Bourgogne, dont il épouse la fille en 1425. Il est nommé gouverneur du Languedoc en 1421, où il mène plusieurs campagnes contre le comte de Foix, puis est en 1423 lieutenant général du Lyonnais. Il mène un convoi de secours vers la ville d'Orléans, mais qui échoue lors de la journée des Harengs. Après la délivrance d'Orléans par Jeanne d'Arc, il combat les Anglais, mais mal soutenu par Charles VII, il se retire à Moulins dans son duché de Bourbonnais. Il parvient à persuader son beau-frère Philippe III de Bourgogne d'abandonner l'alliance avec les Anglais pour se rapprocher du roi de France.
Il devient duc de Bourbon et grand chambrier de France à la mort de son père en 1434 ; l'année suivante, il représente le roi Charles VII au traité d'Arras instituant la paix entre Armagnacs et Bourguignons.
Mécontent du pouvoir royal à la fin de la décennie 1430, il est l'un des initiateurs du complot de la Praguerie en 1440 avec le dauphin Louis.
Il meurt le 4 décembre 1456 au château de Moulins et est inhumé dans l'église du prieuré Saint-Pierre-et-Saint-Paul de Souvigny. Son gisant est l'œuvre du sculpteur Jacques Morel.

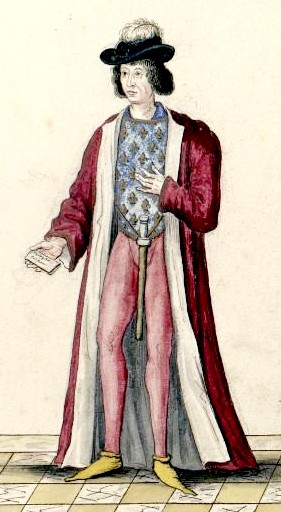
Charles Ier
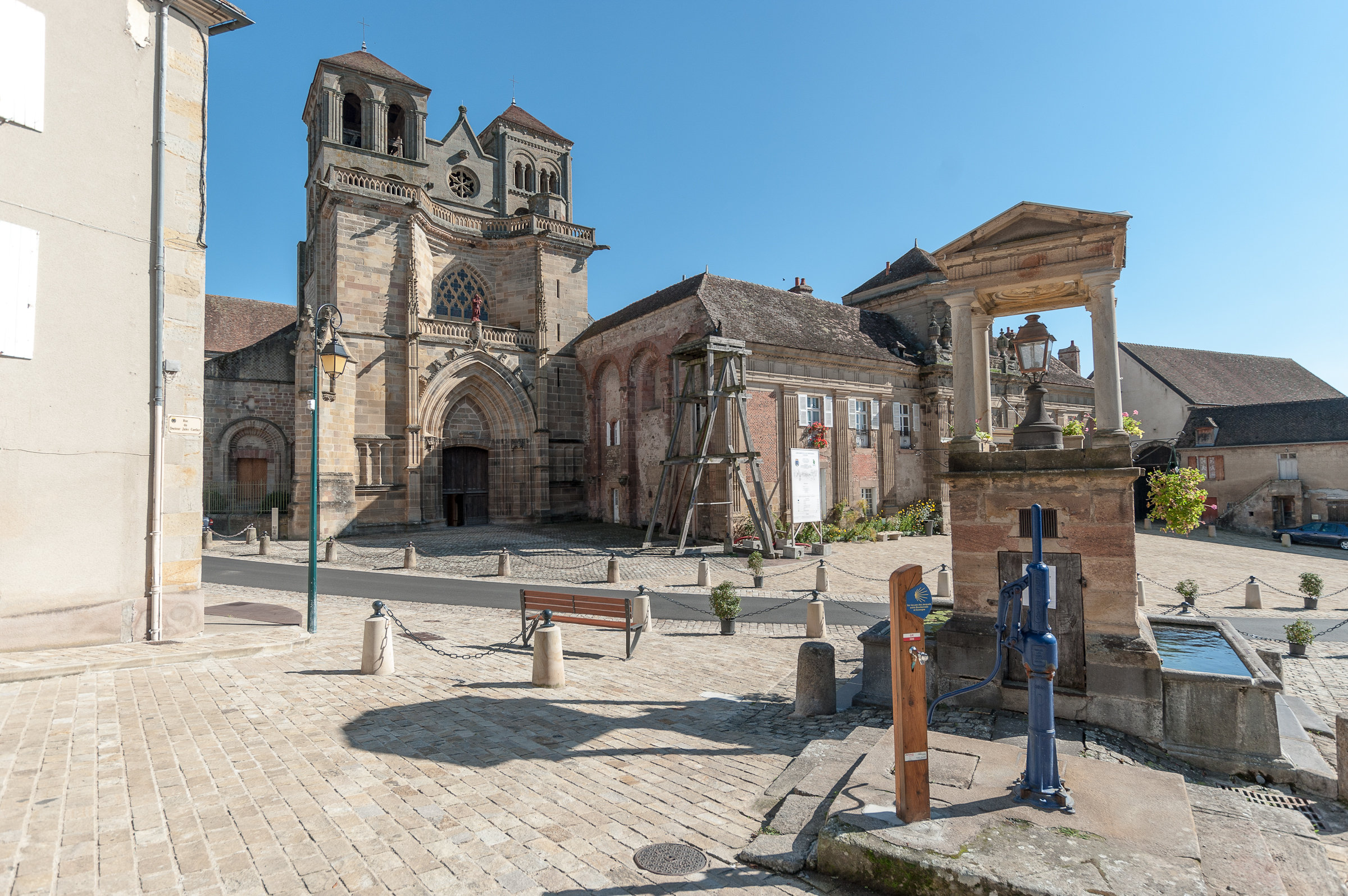
Prieuré Saint-Pierre-et-Saint-Paul de Souvigny
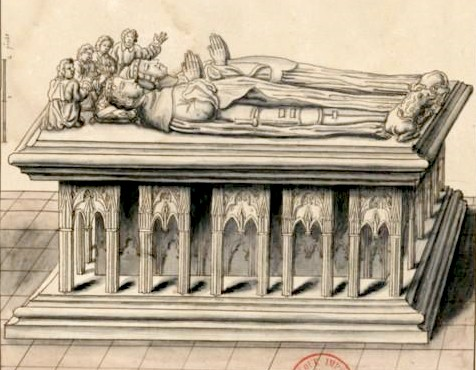
Gisants de Charles Ier et Agnès de Bourgogne

## Mariages et descendance
Le 19 juillet 1412, il aurait épousé en premières noces Anne de Dreux, âgée de trois ans et morte avant 1415.[réf. nécessaire]

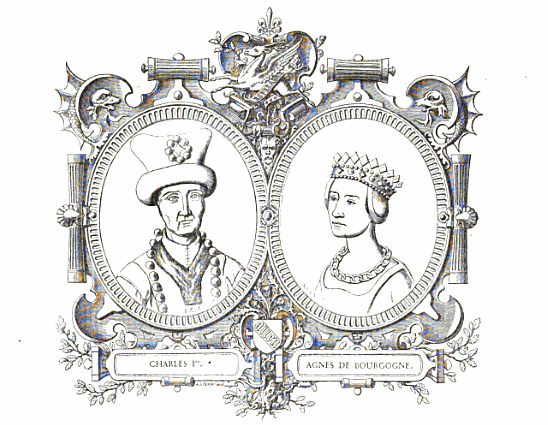
Représentation moderne de et Agnès de Bourgogne

En 1425, il épouse en secondes noces Agnès de Bourgogne (1407 † 1476), union dont sont issus :
- Jean II (1426-1488), duc de Bourbon
- Marie (1428-1448). Épouse en 1437 Jean II, duc de Lorraine, duc de Calabre, d'où Nicolas duc de Lorraine
- Philippe (11 février 1429 - Lille, janvier 1453), seigneur de Beaujeu
- Charles II (1433-1488), archevêque de Lyon (1444), cardinal (1476), puis duc de Bourbon (1488)
- Isabelle (1437-1465). Épouse Charles le Téméraire, duc de Bourgogne : d'où Marie, mère de Philippe le Beau et grand-mère de Charles Quint
- Louis (1437-1482), évêque de Liège : d'où la maison de Bourbon-Busset
- Marguerite (Moulins, 5 février 1438 - Pont d'Ain, 24 avril 1483). Épouse à Moulins en avril 1476 Philippe de Savoie, comte de Bresse, d'où Louise de Savoie, mère de François Ier.
- Pierre II (Moulins, 27 novembre 1438 - 10 octobre 1503), sire de Beaujeu, puis duc de Bourbon (1488). Épouse Anne de France, régente de France, d'où Suzanne de Bourbon, épouse du connétable-duc Charles III de Bourbon
- Catherine (1441 - Tournai, 21 septembre 1469). Épouse à Bruges le 18 décembre 1463 Adolphe d'Egmont (1438-1477), duc de Gueldre, d'où Philippa de Gueldre, mariée à René II duc de Lorraine et de Bar
- Jeanne (1443 - Lons le Saunier, 10 juillet 1493). Épouse par contrat du 12 octobre 1467 Jean IV de Chalon (1443-1502), prince d'Orange
- Jacques (1445 - Bruges, 22 mai 1468), chevalier de la Toison d'or.

Il est également le père de plusieurs bâtards dont :
- Louis de Bourbon († 1487), amiral de France, né de Jeanne de Bournan. Épouse, en 1466, Jeanne de Valois (1447-1519), dame de Mirebeau et fille naturelle de Louis XI. Il a été l'un des premiers chevaliers de l'ordre de Saint-Michel nommés par les lettres patentes de Louis XI en 1469[1].

- Pierre de Bourbon († 1490), seigneur du Bois d'Oingt, châtelain du château de Billy (1471-1488), protonotaire du Pape en 1488.

- Renaud de Bourbon, abbé de Saint-Sauveur-le-Vicomte, archevêque de Narbonne de 1473 à 1482.

Il est intéressant de noter qu'il est à la fois l'arrière-grand-père de François Ier et l'arrière-arrière-grand-père de Charles Quint.